# Darko Miličić
Darko Miličić (cyr. Дарко Миличић; ur. 20 czerwca 1985 w Nowym Sadzie) – serbski koszykarz, występujący na pozycji środkowego, obecnie zawodnik drużyny amatorskiej I Came To Play.
W 2003 został wybrany w drafcie NBA z drugim numerem przez Detroit Pistons. W lipcu 2012 roku został zwolniony amnestią przez Minnesotę Timberwolves.
20 września 2012 podpisał roczny kontrakt z Boston Celtics jako wolny agent.

## Osiągnięcia
Na podstawie, o ile nie zaznaczono inaczej.

### NBA
- Mistrz NBA (2004)
- Wicemistrz NBA (2005)

### Inne
- Finalista pucharu Serbii i Czarnogóry (2003)

### Reprezentacja
- Uczestnik mistrzostw:
  - świata (2006 – 11. miejsce)
  - Europy (2005 – 11. miejsce, 2007 – 13. miejsce)
- Lider w blokach mistrzostw świata (2006)

Młodzieżowe
- Mistrz Europy U–16 (2001)
- Uczestnik kwalifikacji do mistrzostw Europy U–18 (2002)
- Lider w blokach mistrzostw Europy U–16 (2001)